# Uzzano
Uzzano ist eine italienische Gemeinde mit 5646 Einwohnern (Stand 31. Dezember 2023) in der Provinz Pistoia der Region Toskana.
Die Nachbargemeinden sind Buggiano, Chiesina Uzzanese, Pescia und Ponte Buggianese.

## Söhne und Töchter der Gemeinde
- Comunardo Niccolai (1946–2024), Fußballspieler und -trainer